# Гамбург-Ноєнгамме
Ноєнгамме (нім. Neuengamme) — частина району Бергедорф вільного та ганзейського міста Гамбург. Це одна з чотирьох частин району Бергедорф, які разом утворюють місцевість Фірланде. З 1938 по 1945 рік в Ноєнгамме знаходився концентраційний табір Ноєнгамме, який зараз є меморіалом.